# (12780) Salamony
(12780) Salamony est un astéroïde de la ceinture principale.

## Description
(12780) Salamony est un astéroïde de la ceinture principale. Il fut découvert le 9 février 1995 à Sudbury par Dennis di Cicco. Il présente une orbite caractérisée par un demi-grand axe de 3,16 UA, une excentricité de 0,11 et une inclinaison de 5,7° par rapport à l'écliptique.